# Chieve
Chieve (lombardul: Céf) település Olaszországban, Lombardia régióban, Cremona megyében. Lakosainak száma 2278 fő (2023. január 1.). Chieve Abbadia Cerreto, Bagnolo Cremasco, Capergnanica, Casaletto Ceredano, Crema és Crespiatica községekkel határos.

## Népesség
A település lakossága az elmúlt években az alábbi módon változott:
| Lakosok száma | 2255 | 2282 | 2281 | 2278 |
|               | 2013 | 2017 | 2018 | 2023 |